# Banyumas (huyện)
Banyumas hay "Banjoemas" là một huyện (tiếng Indonesia: kabupaten) ở tây nam của tỉnh Trung Java tại Indonesia. Huyện lị là Purwokerto. Huyện này giáp Brebes ở phía bắc; Purbalingga, Banjarnegara, và Kebumen ở phía đông, và Cilacap ở phía nam và phía tây, núi Slamet, ngọn núi cao nhất ở Trung Java nằm ở cuối phía bắc của huyện.
Từ Banyumasan cũng là một tính từ dùng để đề cập đến văn hóa, ngôn ngữ, con người của khu vực Banyuman rộng lớn hơn. Tiếng Banyumasan thuộc ngữ hệ Nam Đảo và thường được coi là một phương ngữ của tiếng Java.